# Riđevštica
Riđevštica (en serbe cyrillique : Риђевштица) est un village de Serbie situé dans la municipalité de Trstenik, district de Rasina. Au recensement de 2011, il comptait 421 habitants.

## Démographie

### Évolution historique de la population
| 1948 | 1953  | 1961  | 1971 | 1981 | 1991 | 2002 | 2011 |
| ---- | ----- | ----- | ---- | ---- | ---- | ---- | ---- |
| 986  | 1 023 | 1 056 | 918  | 823  | 688  | 515  | 421  |

|  |